# Eriocaulon elegantulum
Eriocaulon elegantulum là một loài thực vật có hoa trong họ Cỏ dùi trống. Loài này được Engl. mô tả khoa học đầu tiên năm 1895.